# Mary Sherman Morgan
Mary Sherman Morgan, född 4 november 1921 i Ray, North Dakota, USA, död 4 augusti 2004, var en amerikansk raketbränsleforskare krediterad 1957 för uppfinningen av det flytande bränslet Hydyne, som var bränsle i Jupiter-C-raketen som användes för uppskjutningen av USA:s första satellit Explorer 1.

## Biografi
Som näst yngste av sex syskon, föddes Mary Sherman, på föräldrarnas gård i Ray, North Dakota. År 1939 utexaminerades hon från high school och började därefter studier i kemi vid North Dakotas Minot State University.
Under hennes tid vid universitetet bröt andra världskriget ut. Som ett resultat av att män gick utomlands fick USA snart brist på kemister och andra forskare. En lokal rekryterare fick veta att Sherman hade kunskaper i kemi, och erbjöd henne anställning på en fabrik i Sandusky, Ohio. Han berättade inte för henne vilken produkt fabriken framställde, eller vad hennes arbete gick ut på - utan bara att hon skulle behöva få genomgå en "hemlig" säkerhetskontroll. Hon bestämde sig för att anta erbjudandet även om det innebar att hon fick skjuta upp sin examen. Arbetet visade sig vara på Plum Brook Ordnance Works ammunitionsfabrik, med ansvar för tillverkning av sprängämnena trinitrotoluen (TNT), dinitrotoluen (DNT) och pentolit. Anläggningen producerade flera hundra miljoner kilo ammunition under andra världskriget.
Efter att ha tillbringat krigsåren som konstruktör av sprängämnen för militären sökte hon arbete hos North American Aviation, och anställdes vid Rocketdyne Division, beläget i Canoga Park, Kalifornien. Snart efter anställningen, befordrades hon till Theoretical Performance Specialist, ett arbete som gav henne till uppgift att matematiskt beräkna den förväntade prestationen hos nya raketdrivmedel. Av 900 ingenjörer var hon den enda kvinnan, och en av bara några få utan högskoleexamen.

### Rymdprogrammet
Under utvecklingsprogrammet för Jupiter-raketen använde Wernher von Brauns forskarteam modifierade Redstone-raketer, kallad Jupiter C, för att accelerera raketen till omloppshastighet. För att förbättra prestanda i första etappen tilldelades de ett kontrakt med North American Aviation's Rocketdyne Division för att komma fram till ett mera kraftfullt bränsle.
Morgan arbetade i en grupp ledd av Dr. Jacob Silverman vid North American Aviation's Rocketdyne Division. På grund av hennes expertkunskap och erfarenhet av nya raketdrivmedel, utsågs hon till teknisk ledare för kontraktet. Hennes arbete resulterade i ett nytt drivmedel, Hydyne. Den första Hydyne-drivna testflygningen med Redstone ägde rum den 29 november 1956, och Hydyne drev sedan tre Jupiter C-noskon-testflygningar.
År 1957 hade Sovjetunionen och USA satt ett mål att placera satelliter i omlopp kring jorden som en del av ett världsomspännande vetenskapligt firande kallat det internationella geofysiska året. I detta försök kallades USA:s insats Projekt Vanguard. Sovjetunionen lanserade framgångsrikt Sputnik-satelliten den 4 oktober 1957, en händelse som snart följdes av en katastrofal explosion av en Vanguard-raket. Politiskt tryck tvingade amerikanska politiker att tillåta en tidigare tysk raketforskare, Wernher von Braun, att förbereda sin Jupiter C-raket för en omloppsflygning. I det modifierade projektet (nu kallad Juno I) kunde drivmedlet framgångsrikt bidra till uppskjutningen av USA:s första satellit Explorer I i omloppsbana den 31 januari 1958. Efter Jupiter C och sex Junouppskjutningar, övergick USA till mer kraftfulla bränslen.